# Мадисън (окръг, Ню Йорк)
Вижте пояснителната страница за други значения на Мадисън.
Окръг Мадисън (на английски: Madison County) е окръг в щата Ню Йорк, Съединени американски щати. Площта му е 1715 km², а населението - 70 965 души (2017). Административен център е град Уомпсвил.